# Paul Galvin (industriel)
Pour les articles homonymes, voir Paul Galvin.
Paul Galvin est l'un des deux fondateurs de l'entreprise de télécommunications Motorola.
Galvin servit comme officier d'artillerie au cours de la Première Guerre mondiale puis suivit les cours de l'Institut de technologie de l'Illinois. Il travaille d'abord à la fabrication d'accumulateurs chez D&G puis s’associe avec Edward Stewart pour créer une fabrique de batteries dans le Wisconsin à Marshfield, mais les deux associés font faillite. Fort d'une promesse de commande de Sears, il met au point un convertisseur permettant à des radios à piles de fonctionner sur le secteur. En 1942, sa femme Lillian est assassinée à leur domicile d'Evanston ; ce meurtre ne sera jamais éclairci.
Après les affres de la Crise de 1929 et diverses tentatives infructueuses sur le marché florissant de la radio, Galvin connaît finalement le succès en commercialisant, après RCA, un téléviseur bon marché qui assure sa fortune et lance définitivement sa firme Motorola.